# Toru Kumon
Kumon Toru (公文 公, Kumon Tōru), född 26 mars 1914 i Kochi prefektur, Japan, död 25 juli 1995  i Osaka, var en japansk matematiklärare och skapare av inlärningssystemet Kumonshiki.

## Biografi
Kumon utexaminerades från College of Science vid Osaka universitet med en examen i matematik och undervisade därefter i gymnasiematematik i sin hemstad Osaka.
I anslutning till att hans son år 1954 presterade dåligt i ett matematikprov i årskurs 2 började Kumon utveckla en pedagogisk metod, som blev början på Kumonmetoden för lärande. Detta var starten för en internationell användning av metoden. 
Även under sina senare år höll Kumon föreläsningar om sin inlärningsmetod, där han bland annat betonade vikten av att låta eleverna lära sig material som passar deras förmåga och inte deras ålder och fördelarna med att låta eleverna lära sig material långt före sin betygsnivå.
Kumon dog vid 81 års ålder av lunginflammation. Till hans minne finns inrättat ett Toru Kumon-museum i Osaka och en Kumon Foundation-dag firas den 20 oktober varje år. Asteroiden 3569 Kumon är uppkallad efter honom.

## Karriär
Till följd av sonens dåliga provresultat började Kumon noggrant undersöka hans läroböcker och tyckte att de saknade rätt möjlighet för ett barn att öva och behärska ett ämne. Som ett resultat började han handskriva kalkylblad varje dag för sin son. När sonen gick i årskurs 6 kunde han lösa differential- och integralkalkyler som vanligtvis ses under de sista åren av gymnasiet.
Som ett resultat av sonens framsteg blev andra föräldrar intresserade av Kumons idéer, och 1955 öppnades det första Kumon Center i Osaka. År 1958 grundade han Kumon Institute of Education, som satte standarden för Kumon Centers som började öppna runt om i världen.
Kumonprogrammen är utformade för att stärka en elevs grundläggande matematik och språkkunskaper genom att studier av kalkylblad som är skräddarsydda för elevens förmåga. Metoden syftar också till att eleverna ska tränas i självständigt lärande och studera avancerat material utöver sin skolbetygsnivå.
Eleverna utvecklas när de känner behärskning av ett ämne. Kumon definierade behärskning som att kunna uppnå en utmärkt poäng på materialet inom en förutsatt tid. Kumon betonade starkt också begreppen tid och noggrannhet som grund för god inlärning.